# Pandanales
Pandanales Lindl., 1833 è un ordine di angiosperme monocotiledoni.

## Descrizione

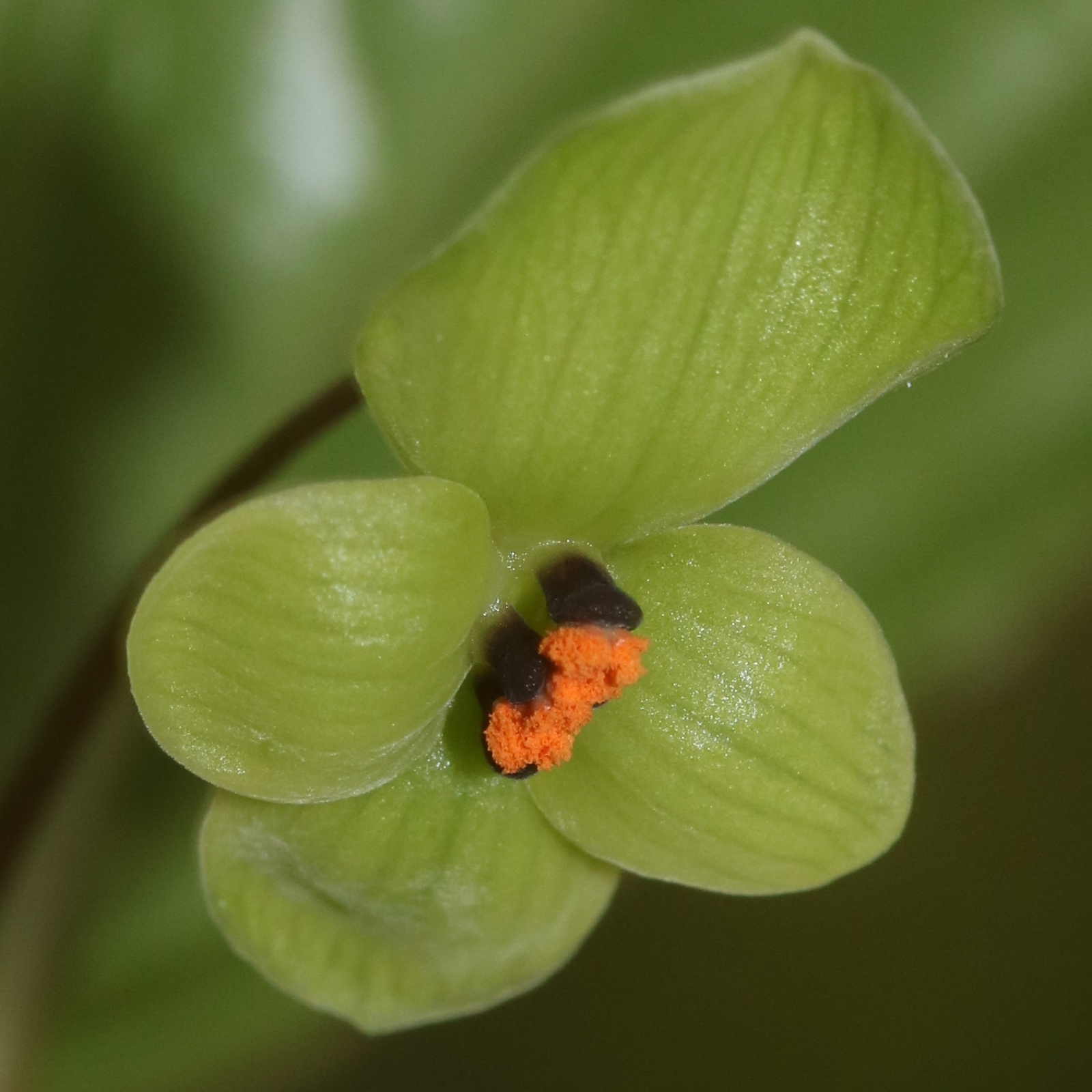
Fiore di Croomia heterosepala (Stemonaceae)

L'ordine Pandanales comprende un'ampia varietà di specie a portamento arboreo, ma anche rampicanti e liane, così come piccole specie erbacee prive di clorofilla, che intrattengono relazioni saprofitiche con alcuni funghi (micoeterotrofia).
La morfologia dei fiori di questo raggruppamento ha caratteristiche particolari, altamente variabili e difficilmente inquadrabili, che le differenziano dalle altre monocotiledoni Nella maggior parte delle specie, i fiori sono tetrameri (composti cioè da quattro parti uguali) o dimeri, raramente pentameri, laddove la maggior parte delle monocotiledoni ha fiori trimeri. In alcune specie l'identità stessa del fiore è dubbia: per esempio nelle Triuridaceae, sono presenti sia unità riproduttive maschili (staminate) con identità fiorale distinta, che strutture femminili (pistillate) con caratteristiche di “falso fiore” (pseudanthium).

## Tassonomia

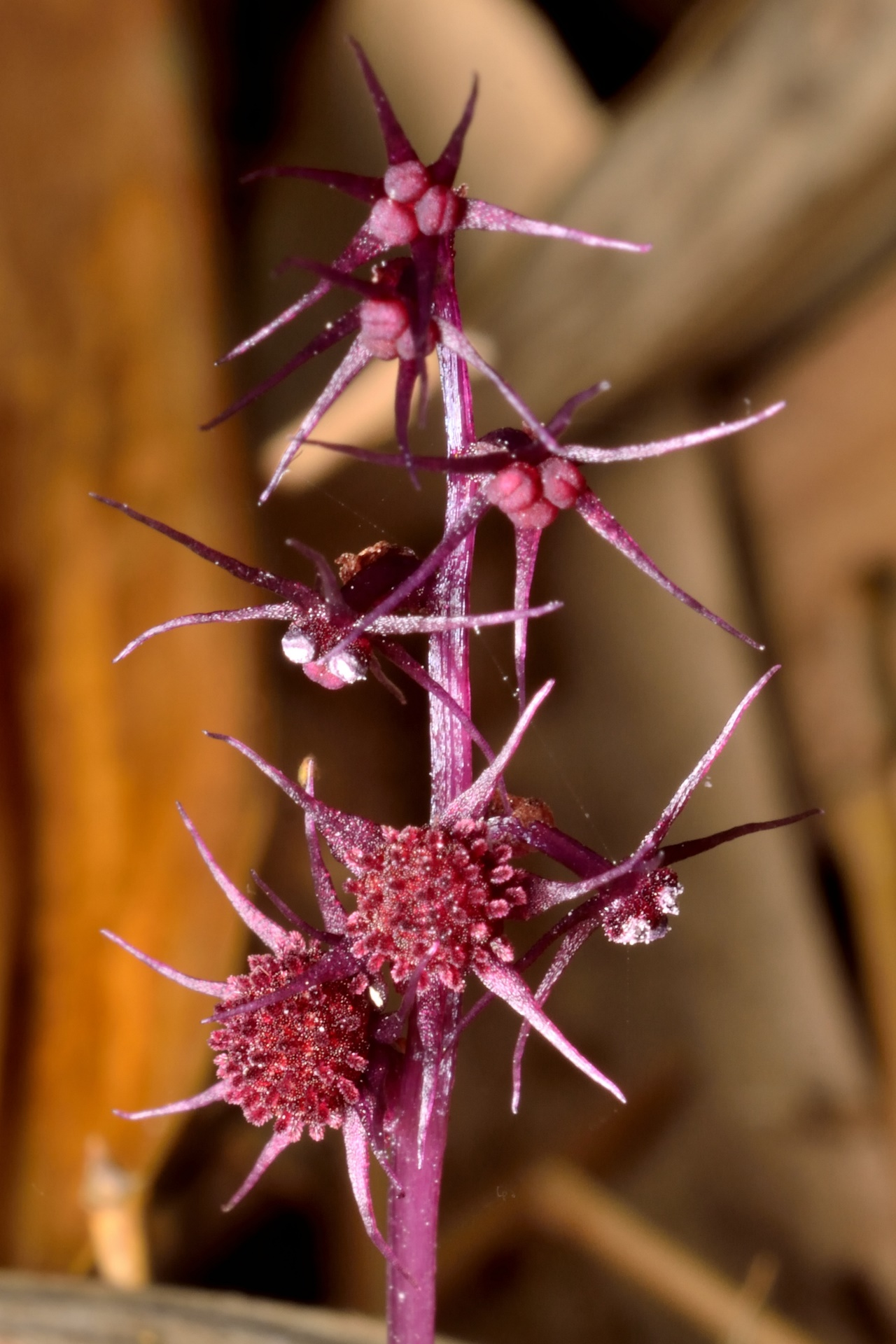
Fiori e frutti di Sciaphila secundiflora (Triuridaceae)

La classificazione tradizionale (sistema Cronquist) assegnava a quest'ordine un'unica famiglia, quella delle Pandanacee.
Studi molecolari filogenetici hanno evidenziato relazioni tra Pandanacee ed alcune famiglie sino ad allora di incerta e dibattuta collocazione.
La classificazione APG IV  (2016) include nell'ordine 5 famiglie:
- Cyclanthaceae Poit. ex A.Rich. - comprende 12 generi
- Pandanaceae R.Br. - 5 generi
- Stemonaceae Caruel - 4 generi
- Triuridaceae Gardner - 8 generi
- Velloziaceae J.Agardh -  6 generi